# Sesamia sacchari
Sesamia sacchari là một loài bướm đêm trong họ Noctuidae.